# Alexandre le Grand et l'époque hellénistique selon les historiens du Troisième Reich
Alexandre le Grand et l'époque hellénistique ont été l'objet d’une attention particulière de la part des historiens du Troisième Reich qui les ont analysé selon leur système de pensée empreint de l'idéologie nazie.

## L'histoire selon l'idéologie nazie

### La «lutte des races»
L'idéologie nazie est « totalisante » dans le sens où elle n’annexe pas uniquement le présent et l’espace allemand, mais étend à toute l’Europe, voire au monde entier, et à l’intégralité de son passé historique, sa propre grille de lecture. Déjà en 1925, dans Mein Kampf et parmi son entourage, Adolf Hitler rappelle sans cesse qu’il possède une « conception du monde » particulière. Il n’existe cependant pas vraiment une histoire nazie officielle et unifiée, les historiens du Troisième Reich ayant tendance à chacun développer indépendamment leurs recherches : il y eut l’histoire selon Hitler, selon Alfred Rosenberg, selon Heinrich Himmler et la SS, selon l’Institut d’histoire de l’Allemagne nouvelle », etc. Mais ces différentes approches sont toutes « anhistoriques » : aux évolutions et aux déploiements chronologiques de l’histoire, elles substituent un schéma mythique déterminé par les « lois naturelles du sang » et le combat millénaire des races, et plus particulièrement la lutte de la race aryenne contre la race sémitique, antagonistes multiformes à travers l'histoire. Selon ce cadre idéologique, il n’y donc pas d'histoire au sens progressif du terme, puisque toute l'humanité est déterminée pas des structures invariables dans le temps, à savoir les races. Dès lors, il s’agit uniquement d'apprécier les événements et les personnages historiques selon leur degré de fidélité à cette « loi naturelle » du sang et de la race. L'histoire devient donc davantage un cadre mythique où se déploient les archétypes de la pensée nazie.

### La «supériorité indogermanique»
L'approche nazie de l'histoire est l'héritière des doctrines pangermanistes dont les origines remontent au début du XIXe siècle. En s'appuyant sur des données linguistiques, des intellectuels allemands ont alors stipulé l'existence d’une « race supérieure germanique », dont les traces se reflètent dans l'histoire des grandes civilisations. Au début des années 1820, on place alors le foyer de cette race aux confins de l'Inde, ce qui lui donne son nom de race indogermanique, avant de la situer finalement au nord de l'Europe dans les pays scandinaves. Dans les années 1850, Gustav Klemm explique ainsi le développement des civilisations par l’affrontement, intemporel, des « races actives » et des « races passives » : selon ce schéma, les Aryens, ou Indogermains, correspondent à la race dominante et forte, la « race des seigneurs » (Führerrasse), et les Sémites, les Juifs, à une « race faible ». Selon Joseph Arthur de Gobineau, la composition raciale se compose non pas seulement de caractéristiques physiques mais aussi intellectuelles et politiques : les prouesses des Aryens peuvent désormais être débusquées dans les marques des grandes civilisations (Rome, Grèce, Empire carolingien, etc.), dont ils seraient à l'origine via des mouvements de migrations, selon diverses théories souvent contradictoires. Au début des années 1860, l’anthropologue Adolf Bastian soutient de plus que les civilisations peuvent parvenir à se développer uniquement en s'isolant et en se rendant imperméables aux autres influences culturelles extérieures.

## Le cas d'Alexandre le Grand et de l'époque hellénistique

### Une approche ambiguë
L’application de ce cadre d'analyse fournit ainsi des modèles contradictoires : les grandes migrations démontrèrent la supériorité des Germains sur les Celtes et les Latins, mais ont vidé la « mère patrie » de ses élites, Charlemagne, « führer » indorgermain par excellence, a créé un empire mais s’est laissé « amollir par le christianisme sémitique », etc.), dont Alexandre le Grand et la période hellénistique fournissent un excellent exemple. Si les historiens du Troisième Reich s’accordent pour voir en Philippe II un « roi-soldat de la plus pure espèce, à tous égards le rejeton authentique de ce peuple nordique des Macédoniens », la figure de son fils Alexandre divise et sème le trouble : faut-il admirer le leader charismatique, blond aux yeux bleu, grands chef militaire, où condamner celui qui a permis la naissance d’un empire universel, « perte fatale du sang de la race nordique » dans son mélange avec les races orientales durant la période hellénistique ?

### Alexandre: «grand conquérant nordique» ou «traître à la race»?
Ainsi pour l'historien Fritz Schachermeyr, bien qu’Alexandre soit un « Indorgermain doté d’un sang nordique prédominant », son projet d’empire universel s’avère « dangereux pour la race ». La fusion des cultures et donc des sangs grecs et orientaux voulue par le conquérant constitue une « haute trahison » envers la race indogermaine, ravalée au rang des autres races orientales alors qu’elle doit les dominer, une « dénordification » impardonnable aux yeux des nazis. Il est rejoint par l'historien Fritz Taeger, qui voit dans les conquêtes d'Alexandre « l'enivrante victoire de l'Ouest » sur l'Orient sémitique, mais se révolte contre la proskynèse et les autres pratiques « orientalisantes » qu'il veut introduire : « le conquérant s’est délié du sol qui l'avait nourri et dont les meilleures forces lui avaient offert ses victoires. Il est devenu le successeur des Achéménides, il est devenu un Grand Roi asiatique, un maître du monde qui aimait le costume royal médo-perse et qui tenta même d’introduire la proskynèse ». Bien que concluant lui aussi à un jugement négatif du personnage, Alfred Rosenberg se montre en revanche plus nuancé et voit par exemple dans les noces de Suse, fermement condamnées par ses confrères, non pas un mélange incestueux des races mais une tentative de fusion des élites grecques et perses, toutes deux provenant du même foyer indorgermain fantasmé.

### L'époque hellénistique: la «dissolution de la race aryenne»
L'époque hellénistique, qui suit le règne d'Alexandre, pose moins d’ambigüité dans son assimilation par le système de pensée des historiens nazis, qui s’empressent de la déprécier. Pour le raciologue Ludwig Schemann, il s'agit d’une ère honnie de « destruction raciale », d’ « épigones et de bâtards métisses – bâtards de sang comme de culture ». Les Grecs et leur culture n’auraient constitués qu’une « mince couche de vernis » recouvrant le monde et les cultures orientales qui l’auraient vite infiltré et détruit de l’intérieur : il s'agirait du premier grand déclin de la race indogermanique, infiltrée puis rongée de l’intérieur par des éléments sémitiques, tout comme l'Allemagne contemporaine selon Hitler. L'époque hellénistique signe donc la mort de la « vieille culture grecque » dans un grand mélange du sang nordique. Selon les historiens nazis, ce mélange, cette perte biologique du phénotype nordique, n’entraîne non pas seulement une défiguration physique de l'Indogermain aux yeux bleus dont les cheveux brunissent, mais également politique, en donnant naissance à une constellation d’États indépendants et instables au lieu d’un « Reich unifié », et intellectuel, selon Alfred Rosenberg en détournant le Grec du monde réel et sensible, pour le tourner vers un au-delà imaginaire et fantasmé, dans un amour inconsidéré de la chose intellectuelle et abstraite, philosophie sémitique contraire à la « puissance pratique et concrète » de l'Aryen.

### Sources (ouvrages d'historiens du Troisième Reich)
- Alfred Rosenberg, Der Mythus des zwanzigsten Jahrhunderts, München, Hoheneichen Verlag, 1933.
- Fritz Schachermeyr, Indogermanen und Orient, Ihre kulturelle und machtpolitische Auseinandersetzung im Altertum, Stuttgart, W. Kohlhammer Verlag, 1944.
- Ludwig Schemann, Die Rasse in den Geisteswissenschaften, Band II : Menlischliche Auslese und Rassenhygiene (Eugenik), München, Lehmanns Verlag, 1932.
- Fritz Taeger, Orient und Okzident in der Antike, Philosophie und Geschichte, 58, Tübingen, J. C. B. Mohr, 1936.